# Dominikia roonwali
Dominikia roonwali är en skalbaggsart som först beskrevs av Rai 1966.  Dominikia roonwali ingår i släktet Dominikia och familjen kapuschongbaggar. Inga underarter finns listade i Catalogue of Life.